# Rejcov Grič
Rejcov Grič je naselje v Občini Idrija. Ustanovljeno je bilo leta 2006 iz dela ozemlja naselja Čekovnik. Leta 2015 je imelo 15 prebivalcev.